# Zemiología

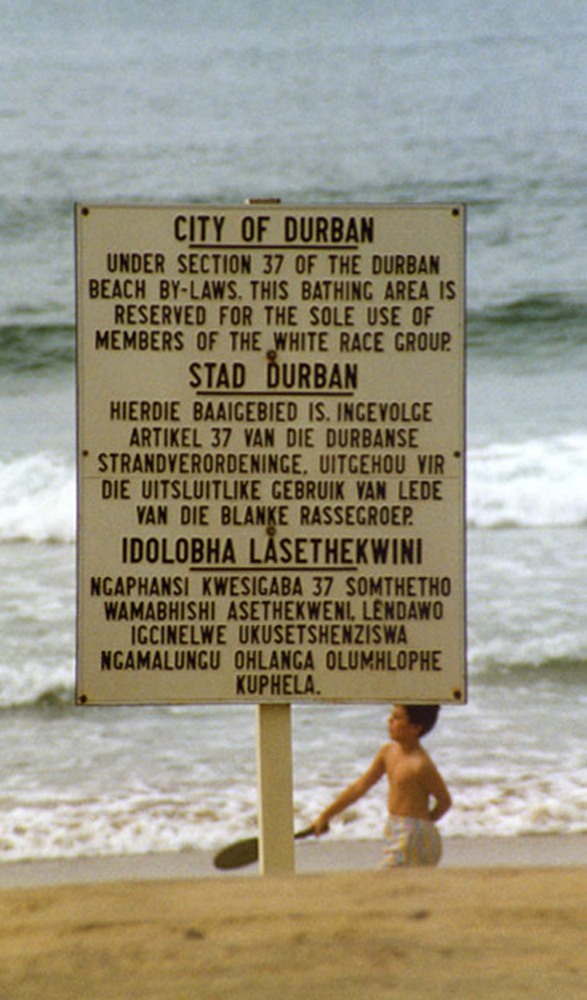
Normativa de segregación racial para el uso de una playa durante el apartheid sudafricano.

La zemiología es el estudio de los daños sociales. Toma su nombre de la palabra griega ζημία zēmía, que significa daño, y se originó como una corriente crítica de la criminología, especialmente frente a la noción tradicional de crimen. En contraste con los daños a los individuos, tales como el robo, la noción de daño social incorpora los daños causados por los estados, naciones y corporaciones, cuyo espectro de eventos y condiciones, provenientes de una amplia influencia socialmente creada, afectan negativamente la estructura de bienestar de un conjunto masivo de personas. La zemiología también advierte que el derecho penal y la criminología tienden a tener deficiencias para denominar e investigar los daños sociales masivos, los que en la práctica son raramente criminalizados, o cuya criminalización no es consecuente en magnitud a la nocividad del hecho en cuestión, lo que ha promovido "una naturalización y la banalización de la violencia colectiva". Estas dificultades han derivado "en tensiones teóricas y prácticas de gran calado que desafían a los propios sistemas de justicia penal".
Estas ideas tienden a involucrarse en temáticas comunes dentro de varios movimientos académicos precedentes, los que han alimentado un campo de estudio delimitado, para estudiar daños sociales de magnitud, como es la pobreza, la discriminación, la segregación, la desigualdad, el sexismo, o el desempleo. Los daños sociales se traducen en impactos a la dimensión física, psicológica y emocional de las personas y su propiedad, y pueden involucrar afectaciones a la seguridad sexual, económica, ambiental o cultural de una comunidad o conjunto societal en sus múltiples escalas. Como señala el criminólogo C. Bernal Sarmiento (2014), "los investigadores recuerdan además que estos daños no se distribuyen aleatoriamente, y que recaen sobre personas de diferentes clases sociales, géneros, grados de capacidad física, grupos raciales y étnicos, edades, y preferencias sexuales, en que su impacto también es diferenciado".

## Crítica zemiológica
P. Hillyard y S. Tombs (2004) esbozan una serie de puntos claves, que constituyen críticas a la construcción conceptual tradicional de lo que se entiende por criminología y crimen, y que dan pie, y justifican, un enfoque más amplio de estos conceptos, otorgando un marco teórico al ejercicio zemiológico. Así, la crítica zemiológica se construye a través de los siguientes principios, postulados por sus propios autores:

1. El crimen no tiene realidad ontológica: Se señala que el crimen es una construcción que se basa en juicios sociales, pero que sin embargo, no hay propiedades centrales que pertenezcan a la noción de delito; y que por lo tanto, lo que es un delito variará según el tiempo y el espacio.
2. La criminología perpetúa el mito del crimen: Para Hillyard y Tombs, la criminología se basa en la noción de crimen, pero no aborda adecuadamente la construcción social del concepto. Evidencian una fricción entre la concepción oficial, formal o legal de crimen, versus una concepción social de este. El uso continuo desde la criminología de la noción dentro de su marco de análisis legal, indican, perpetúa el mito de que los crímenes son actos distintos que pueden entenderse como fenómenos sociales separados o aislados.
3. Trivialización del crimen en delitos de menor connotación: En el concepto tradicional de crimen, creen los autores, suele ocurrir que una gran proporción de los delitos denunciados, los daños sufridos por las víctimas, si los hay, son mínimos; al mismo tiempo que para (Reiman, 1998), "las definiciones de crimen en el Derecho Penal no reflejan ni los únicos ni los más peligrosos comportamientos antisociales".
4. Como delitos se excluyen muchos daños graves: Hillyard y Tombs dicen que muchos casos e incidentes que causan daños graves no forman parte de la ley penal o, si pueden ser tratados por ella, se ignoran o se manejan sin recurrir a ella. Argumentan que la atención indebida dada a los eventos que se definen como delitos distrae la atención de los daños más graves, de índole social, como la contaminación o la pobreza. Al respecto, (Christie, 1986) señala la necesidad de incluir estas facetas al modelo de sistema penal.
5. La criminalización y el castigo infligen dolor: Los autores explican que, ante el crimen formal, el Estado, apropiado del conflicto, impone castigos que se interpretan o traducen como dolor para los imputados (Christie, 1977). Se argumenta que esta imposición de sanciones, en un grado severo o sin las condiciones apropiadas, puede crear daños sociales más profundos y amplios de los que originalmente se pretendía rehabilitar.
6. El crimen da legitimidad a la expansión del control del crimen: Los autores ponen como ejemplo el hecho de que, desde principios de la década de 1990, los gobiernos han enfatizado el control del crimen como una preocupación clave, y al respecto, el control del crimen ha aumentado de manera veloz en el gasto público. Se argumenta que estos intereses han jugado un papel clave en la expansión de la prisión, como medio para hacer frente a los problemas sociales.
7. El control del crimen es ineficaz: Los autores también indican que los métodos y el enfoque para el control del crimen han fallado. Creen que el sistema de justicia penal no tiene éxito en el cumplimiento de sus objetivos y en la reforma de los infractores. Señalan que el sistema de justicia penal solo se dirije hacia el control del delito mediante la sentencia de prisión; sin embargo, se cuestiona si esto realmente resuelve ciertos crímenes en la sociedad.
8. Delitos contrastantes: El derecho penal utiliza diferentes pruebas para determinar si se ha cometido un delito. La prueba principal es el concepto de mens rea o mente culpable, que se aplica a individuos, aunque no exclusivamente. La mens rea tiene que ser juzgada por poderes, examinando tanto las palabras como los hechos de una persona. En esto, Hillyard y Tombs advierten lo complejo del escenario cuando se aplica la prueba a una organización, particularmente porque los daños causados por las organizaciones resultan de las acciones o inacciones de una cantidad de individuos, y de la omisión en lugar de la intención, y que debido a esto, los daños causados por las organizaciones rara vez se criminalizan.
9. El crimen sirve para mantener relaciones de poder: Los autores indican que desde su creación la criminología ha estado íntimamente relacionada con el poder, especialmente al aval de los intereses políticos en el Estado, y que como tal, mantiene ciertas relaciones de poder existentes, de manera sutil pero persistente, aunado a una incapacidad de someter a juicio su propio concepto de crimen.